# 硫酸エチル
硫酸エチル（英: ethyl sulfate）は、エチレンからエタノールを製造する際の中間体として用いられる、硫酸のエチルエステルである。別名スルホビン酸（sulfovinic acid）、エチルスルファート、スルフェチル酸、硫酸水素エチル、エチル硫酸。シロップ状の吸湿性の液体で水に溶け、徐々に硫酸とエタノールに分解する。蒸留により硫酸ジエチル{\textstyle {\ce {(C2H5O)2SO2}}}を生じる。エタノールと加熱するとジエチルエーテルを生じる。

## 歴史
この物質は、1730年にドイツの錬金術師アウグスト・ジークムント・フロベニウス（英語: August Sigmund Frobenius）によってエーテルと同時に研究され、その後1797年にフランスの化学者アントワーヌ・ド・フルクロワ（英語: Antoine-François de Fourcroy）、1815年にゲイ＝リュサックによって研究された。また1807年にスイスの科学者ニコラ・テオドール・ド・ソシュールもこの物質について研究している。 
1827年、フランスの化学者・薬剤師であるフェリクス＝ポリドール・ブレー (Félix-Polydore Boullay, 1806-1835) がジャン＝バティスト・デュマとともに、硫酸とエタノールからジエチルエーテルを調製する際に硫酸エチルの役割を指摘したさらに研究を進めた結果、硫酸とエタノールからジエチルエーテルに変換する際にエチルを使用することが分かった。 
また、ドイツの化学者アイルハルト・ミッチェルリヒ (Eilhard Mitscherlich) とスウェーデンの化学者イェンス・ベルセリウスによるさらなる研究は、硫酸が触媒として作用していることを示唆し、最終的にプロセスの中間体としてスルホビン酸を発見することになった。 
1800年代にイタリアの物理学者アレッサンドロ・ボルタとイギリスの化学者ハンフリー・デービーによる電気化学の登場により、亜定比量の硫酸をエタノールに反応させてエーテルと水を生成し、その反応の中間体としてスルホビン酸が生成されることが確認された。

## 特性
硫酸水素エチルは無色で油性の液体。水に溶けやすく、水より重い。この物質に触れると、皮膚、目、粘膜に強い刺激を与えることがある。